# العلاقات الغانية الناميبية
العلاقات الغانية الناميبية هي العلاقات الثنائية التي تجمع بين غانا وناميبيا.

## مقارنة بين البلدين
هذه مقارنة عامة ومرجعية للدولتين:
| وجه المقارنة                                              | غانا         | ناميبيا      |
| --------------------------------------------------------- | ------------ | ------------ |
| المساحة (كم2)                                             | 238.53 ألف   | 825.62 ألف   |
| عدد السكان (نسمة)                                         | 26.91 مليون  | 2.53 مليون   |
| الكثافة السكانية (ن./كم²)                                 | 112.82       | 3.06         |
| العاصمة                                                   | أكرا         | ويندهوك      |
| اللغة الرسمية                                             | لغة إنجليزية | لغة إنجليزية |
| العملة                                                    | سيدي غاني    | دولار ناميبي |
| الناتج المحلي الإجمالي (بليون دولار)                      | 47.33 مليار  | 13.24 مليار  |
| الناتج المحلي الإجمالي (تعادل القوة الشرائية) بليون دولار | 115.41 مليار | 25.60 مليار  |
| الناتج المحلي الإجمالي الاسمي للفرد دولار أمريكي          | 1.37 ألف     | 4.67 ألف     |
| الناتج المحلي الإجمالي للفرد دولار أمريكي                 | 4.08 ألف     | 9.96 ألف     |
| مؤشر التنمية البشرية                                      | 0.579        | 0.628        |
| رمز المكالمات الدولي                                      | +233         | +264         |
| رمز الإنترنت                                              | .gh          | .na          |
| المنطقة الزمنية                                           | 00           | ت ع م+02:00  |

## منظمات دولية مشتركة
يشترك البلدان في عضوية مجموعة من المنظمات الدولية، منها:
| علم المنظمة | اسم المنظمة                                                | تاريخ انضمام غانا | تاريخ انضمام ناميبيا |
| ----------- | ---------------------------------------------------------- | ----------------- | -------------------- |
|             | يونسكو                                                     | 11 أبريل 1958     | 2 نوفمبر 1978        |
|             | وكالة ضمان الاستثمار متعدد الأطراف                         | 29 أبريل 1988     | 25 سبتمبر 1990       |
|             | الأمم المتحدة                                              | 8 مارس 1957       | 23 أبريل 1990        |
|             | العملية المشتركة للاتحاد الأفريقي والأمم المتحدة في دارفور | ?                 | ?                    |
|             | مجموعة دول أفريقيا والكاريبي والمحيط الهادئ                | ?                 | ?                    |
|             | دول الكومنولث                                              | ?                 | ?                    |
|             | الاتحاد البريدي العالمي                                    | ?                 | ?                    |
|             | البنك الدولي للإنشاء والتعمير                              | 20 سبتمبر 1957    | 25 سبتمبر 1990       |
|             | الاتحاد الدولي للاتصالات                                   | 17 مايو 1957      | 25 يناير 1984        |
|             | منظمة حظر الأسلحة الكيميائية                               | ?                 | ?                    |
|             | مؤسسة التمويل الدولية                                      | 3 أبريل 1958      | 25 سبتمبر 1990       |
|             | منظمة التجارة العالمية                                     | ?                 | ?                    |
|             | منظمة الشرطة الجنائية الدولية                              | ?                 | ?                    |
|             | الاتحاد الأفريقي                                           | ?                 | ?                    |
|             | البنك الإفريقي للتنمية                                     | ?                 | ?                    |

## وصلات خارجية
- موقع وزارة الخارجية الغانية